# Ivanska
Ivanska je općina u Hrvatskoj. Nalazi se u Bjelovarsko-bilogorskoj županiji.

## Zemljopis
Općina Ivanska smještena je u zapadnom dijelu Bjelovarsko-bilogorske županije. Reljef je ravničarski i blago brežuljkast.

## Stanovništvo
| broj stanovnika | 3832  | 3683  | 3755  | 4899  | 5671  | 5960  | 6007  | 6270  | 6505  | 6320  | 6061  | 5258  | 4443  | 3824  | 3510  | 2911  | 2256  |
|                 | 1857. | 1869. | 1880. | 1890. | 1900. | 1910. | 1921. | 1931. | 1948. | 1953. | 1961. | 1971. | 1981. | 1991. | 2001. | 2011. | 2021. |

| broj stanovnika | 513   | 537   | 562   | 698   | 795   | 923   | 1007  | 1051  | 1147  | 1148  | 1131  | 1068  | 995   | 885   | 848   | 722   | 564   |
|                 | 1857. | 1869. | 1880. | 1890. | 1900. | 1910. | 1921. | 1931. | 1948. | 1953. | 1961. | 1971. | 1981. | 1991. | 2001. | 2011. | 2021. |

Prema popisu stanovništva iz 2021. godine, općina Ivanska imala je 2256 stanovnika, raspoređenih u 13 naselja:
- Babinac – 118
- Donja Petrička – 118
- Đurđic – 156
- Gornja Petrička – 88
- Ivanska – 564
- Kolarevo Selo – 130
- Križic – 148
- Paljevine – 199
- Rastovac – 30
- Samarica – 121
- Srijedska – 245
- Stara Plošćica – 194
- Utiskani – 143

Karakteristika općine Ivanska, kao i većine sličnih manjih i slabije urbaniziranih sredina, konstantna je depopulacija izazvana iseljavanjem u atraktivnija područja, kojom je broj stanovnika u naseljima općine u posljednjih 50 godina smanjen za gotovo 50 %.

### Ivanska (naseljeno mjesto)
- 2021. – 564
- 2011. – 722[4]
- 2001. – 848
- 1991. – 885 (Hrvati – 835, Srbi – 16, Jugoslaveni – 8, ostali – 26)
- 1981. – 995 (Hrvati – 907, Jugoslaveni – 61, Srbi – 14, ostali – 13)
- 1971. – 1068 (Hrvati – 1033, Srbi – 22, Jugoslaveni – 5, ostali – 8)

## Uprava
Načelnik općine je Željko Mavrin.

## Povijest
Na području današnje Ivanske, župi Sv. Ivana Krstitelja osnovan je grad Čazma.

## Gospodarstvo
Najznačajniji prirodni resursi su znatne površine pod šumama, relativno kvalitetno poljoprivredno zemljište, mineralne sirovine (opekarska glina i građevinski kamen) te ribnjačke površine na sjeveru općine. Općina Ivanska raspolaže sa 670 ha ribnjačkih površina, odnosno 21 % ukupnih ribnjačkih površina Bjelovarsko-bilogorske županije. 
U sjevernom dijelu općine na ravnim i blago brežuljkastim površinama nalaze se najkvalitetnija poljoprivredna zemljišta. Veći dio južnog područja općine zauzimaju šume istočnih obronaka Moslavačke gore. Ovaj dio općine karakterizira slabija naseljenost te izrazito negativni demografski pokazatelji.

## Poznate osobe
- Đuro Sudeta – hrvatski književnik, rođen u Staroj Plošćici
- Hrvoje Horvat – rukometaš
- Filip Ozobić – nogometaš Dinama, Zadra, Spartak Moskve i hrv. reprezentacije te reprezentacije Azerbajdžana
- Grga Jankes – sudionik Španjolskog građanskog rata, NOB-a, narodni heroj i političar u SFRJ
- Nikola Ištvanović – podmaršal[5]
- Emilija Holik – liječnica

## Spomenici i znamenitosti
- Crkva sv. Ivana Krstitelja u Ivanskoj
- Bista Đure Sudete u Staroj Plošćici
- Crkva sv. Tri kralja u Staroj Plošćici

## Obrazovanje
- Osnovna Škola Ivanska
- Područna škola Stara Plošćica
- Područna škola Donja Petrička
- Dječji vrtić s jaslicama
- Školsko-sportska dvorana

## Kultura
- Numi rock fest – rock festival
- Ivanje – 24. lipnja, kojim se obilježava proštenje Ivanačke crkve (crkva Sv. Ivana Krstitelja), te se ujedno i održava dan općine
- SKINI KAZALIŠTE – San kazališne ivanjske noći – zima – Festival amaterskih kazališta mladih s bogatim edukativnim programom.
- Dan Đure Sudete – svake godine u mjesecu travnju, u Mjesnom domu Stara Plošćica održava se Dan Đure Sudete u spomen na rođenje slavnog pjesnika

## Šport
- NK Ivanska
- RK Ivanska
- ŽRK Ivančice
- ŠŠK Ivan Obrljan
- Hrvatska Športska Udruga Stara Plošćica
- DVD Križic
- LD SRNJAK Ivanska
- NK MOSLAVINA Donja Petrička

## Vanjske poveznice
- Službene stranice Općine Ivanska
- Nezavisna udruga mladih Ivanska  Arhivirana inačica izvorne stranice od 7. listopada 2016. (Wayback Machine)
- SKINI SE U KAZALIŠTU  Arhivirana inačica izvorne stranice od 18. prosinca 2014. (Wayback Machine)
- Hrvatska Športska Udruga Stara Plošćica[neaktivna poveznica]